# Dikirnis
Dikirnis (arabe : دكرنس ) est une ville du centre du gouvernorat de Dakahleya, en Égypte.